# 10-es évek
Évszázadok: i. e. 1. század · 1. század · 2. század
Évtizedek: i. e. 30-as évek · i. e. 20-as évek · i. e. 10-es évek · i. e. 1-es évek · 1-es évek · 10-es évek · 20-as évek · 30-as évek · 40-es évek · 50-es évek · 60-as évek
Évek: 10 · 11 · 12 · 13 · 14 · 15 · 16 · 17 · 18 · 19

## Események
- 12 Germanicus Róma consulja lesz
- 14 Tiberius római császár lesz (uralkodása 37-ig)
  - Állami orvosképző iskola létesül Rómában

## Híres személyek
- Augustus római császár (I. e. 27-14)
- Tiberius római császár (14-37)
- Germanicus római tábornok
- Ovidius római költő
- V. Abgar edesszai király